# Paprika
Páprika (znanstveno ime Capsicum annuum) je enoletnica iz družine razhudnikovk. Izvira iz Južne Amerike in jo zaradi užitnih in aromatičnih plodov, ki jih imenujemo paprike, gojijo kot zelenjadnico.

## Domača paprika
Paprika je enoletna vrtna rastlina. Grmiček paprike je pokončen in razvejan ter zraste od 50 - 80 centimetrov v višino. Listi paprike so enostavne zgradbe, sestavljeni iz listnega peclja, v dolžino 10 centimetrov, ozki, jajčasti in proti koncu koničasti, ki so razraščeni posamično po vejicah stebla.
Koreninski sistem je za razliko od množičnega zgornjega dela razmeroma zelo slabo razvit. Sestoji se iz primarne korenine, ki se po navadi med presajanjem poškoduje. Kasneje pa se iz nje vodoravno ter plitko v tleh razvijajo močnejše stranske korenine, ki zrastejo v dolžino od 30 do 50 centimetrov. Primarna korenina pa v svoji rasni dobi zraste v globino od 30 do 60 centimetrov.
Cvetovi se oblikujejo v nasprotni rasti listov, običajno posamezno ali, kar je manj pogosto, več naenkrat. Sestavljeni so iz zvončastega peclja svetlo zelene barve, iz 5 in včasih več cvetov hkrati ter venca sestavljenega iz 5 do 8 v spodnjem delu skupaj zaraščenih cvetov, ki so bledo rumeno sive ter temno vijoličaste barve.
Ima 5 prašnikov, včasih tudi do 8, pestilo pa ima petstopenjski ovarij z več semeni. Plod je po botanični razvrstitvi večsemenski fižol različnih oblik, velikosti in barv, ki so lahko rumene, svetlo in temno zelene, oranžne, rdeče ali rjave barve.

### Plod paprike
Plod paprike je s pregradami porazdeljen na več delov in število, ki določa njegov videz. V notranjosti ploda se nahaja semenska loža, v kateri je večina semen, nakar se jih nekaj nahaja tudi po steni pregrad. V enem plodu se lahko razvije tudi do 500 semen, kar je odvisno od velikosti ploda in razvitosti semenskih lož v zgodnji razvojni dobi.

### Notranjost ploda paprike
Seme paprike je ledvičaste oblike, gladko in bledo rumene barve. Dolžina semena je 3 - 4 mm, širine 2 -3 mm in debelino do 1 mm. V ene gramu je od 150 do 200 semen paprike.

### Seme paprike
Seme je sestavljeno iz semenske lupine, ki obdaja seme - endosperma, v katerem je rezerva hranil potrebnih za začetni razvoj mladih rastlin, iz semen, ki so sestavljeni iz kotiledona in kalčkov korenin ter popka, na katerega je bilo seme pritrjeno. Seme z vsemi ugodnimi pogoji skalsdiščenja lahko ohrani svojo kaljivost tudo do 5 let.

## Etimologija
Beseda paprika se kot sposojenka iz madžarskega jezika najde tudi v mnogih drugih evropskih jezikih. Torej beseda »paprika« obstaja v : nemščini, francoščini, italijanščini, španščini, ruščini, portugalščini, grščini, belorusčini, madžarščini, ukrajinščini, v češkem, slovaškem, danskem, finskem, norveškem, švedskem, litovskem, poljskem, nizozemskem, gruzijskem, irskem, islandskem, estonskem jeziku, velščini in še mnogih drugih.
Pekoča paprika je med drugim tudi kot glavna sestavina plinskih razpršilcev, saj kot naravna sestavina ne poškoduje oči, za razliko raznovrstnih solzilcev.